# Abelova nagrada
Abelova nagrada (norv. Abelprisen) norveška je međunarodna nagrada koju od 2003. godine dodjeljuje Norveška akademija znanosti za izuzetan doprinos na području matematike. Nazvana je prema norveškom matematičaru Nielsu Henriku Abelu te je, zajedno s istoimenom zakladom, uspostavljena na 200. obljetnicu njegova rođenja. Po uzoru na Nobelovu nagradu, dobitnik nagrade dobiva novčani iznos od 6 milijuna norveških kruna (oko 700.000 američkih dolara). 
Smatra se sestrinskom nagradom Holberove nagrade, koju norveška vlada dodjeljuje na područjima prava, humanističkih znanosti, teologije i umjetnosti. Abelova nagrada svake se godine dodjeljuje u predvorju zgrade Pravnog fakulteta Sveučilišta u Oslu, gdje se Nobelova nagrada dodjeljivala u razdoblju između 1947. i 1989. godine. Prilikom dodjele nagrade, Norveško matematičko društvo održava višednevni Abelov simpozij na kojem se raspravlja o nedavnim otkrićima u matematici i njihovoj primjeni.

## Povijest
Prvo ozbiljnije razmatranje o uspostavljanju međunarodne matematičke nagrade s imenom Nielsa Abela prvi put je predstavljeno 1902., na Abelovom festivalu prilikom 100. obljetnice njegova rođenja. Naime, nakon Abelove smrti, Norveško matematičko društvo zadalo si je tri cilja:
- dostojna svečanost i proslava 100. obljetnice njegova rođenja;
- podizanje spomenika u njegovu čast i
- uspostavljanje međunarodne nagrade s njegovim imenom.

Već 1899. norveški matematičar Sophus Lie, prijatelj Alfreda Nobela, predložio je uspostavljanje nagrade po Nobelovu obrascu. To je uključivalo zamisli o osnivanju zaklade koja će svakih 5 godina dodjeljivati (novčanu) nagradu za značajna otkrića u matematici.Još veći poticaj za ostvarivanje Lieovih zamisli bila je činjenica da Nobel prilikom osnivanja svoje zaklade i uspostavljanja (Nobelove) nagrade nije uveo kategoriju matematike.

## Kriteriji
Norveška akademija znanosti pobjednika proglašava prema izboru Odbora za dodjelu nagrade, koji čini čini pet osoba, predstavnika norveških istraživačkih ustanova imenovanih od strane Međunarodne matematičke zajednice i Europskog matematičkog društva. Nagradu dobitniku svečano uručuje norveški kralj. Norveška vlada novčano potpomaže zakladu s 20 milijuna dolara godišnje. Preraspodjelu novca nadgledaju akademici Norveške akademiji znanosti.
Kao i kod Nobelove nagrade, ne postoji starosno ograničenje za predlaganje kandidata. Kandidati se ne mogu sami prijaviti ili predložiti za nagradu. Kandidati moraju biti živi, ali, ako Odbor tako odluči, nagrada se može dodijeli i posmrtno (postumno). Osim Norvežana i norveških državljana, članovi Odbora za dodjelu nagrade mogu biti i stranci, ako su ih na taj položaj predložili Međunarodna matematička zajednica i Europsko matematičko društvo te odobrila i potvrdila Norveška akademija znanosti.

## Vanjske poveznice
- Službene stranice (engl.)